# Spaniopus hedqvisti
Spaniopus hedqvisti is een vliesvleugelig insect uit de familie Pteromalidae. De wetenschappelijke naam is voor het eerst geldig gepubliceerd in 1976 door Huggert.